# 清田のぞみ
清田 のぞみ（きよた のぞみ、1989年2月20日 - ）は、三重エフエム放送（FM三重）のアナウンサー。

## 人物
三重県出身。大阪芸術大学卒業を経て、FM三重に入社。「キヨンセ」の愛称がある。
FM三重のパーソナリティ多田えりかは以前より自身を「レディー・タダ」(名前の由来はレディー・ガガ)と名乗っており、多田がそれに対応するように清田に命名した。清田のぞみ自身もこのニックネームを普段から使用しており、出演する番組では「キヨンセこと清田のぞみです」と名乗る。
三才ブックスの『ラジオ番組表 2021年秋号』でのラジオパーソナリティ人気投票において第3位（FMラジオ部門）、同じく『ラジオ番組表 2022年春号』での人気投票でも第3位（アナウンサー部門）にそれぞれランクインしている。
2019年に後輩アナウンサーの宮原えりかが入社するまでは、局内唯一の女性アナウンサーであった。

## 現在の担当番組
- Pick up On Mie〜POMie!（ポミー）〜（2020年4月 - 、月曜 - 水曜担当）[3][5]
- eスポ フライデーナイトフィーバー（2021年4月 - ）[6]
- Here We Go! 四日市 CHILDHOOD
- レディオキューブニュース＆ウェザー

## 過去の担当番組
- READY![7]（水曜日担当・2013年4月-2020年3月、7:30-8:55）
- Weekend Palette(2014年10月 - 2020年9月、毎週金曜日17:00-18:55)[8]
- M-Cabi[注 3][9]（毎週金曜日21:30-21:55）